# Uche Nwofor
Uche Innocent Nwofor (ur. 17 września 1991 w Lagos) – nigeryjski piłkarz grający na pozycji środkowego napastnika. Od 2016 jest zawodnikiem klubu FK AS Trenčín.

## Kariera klubowa
Swoją karierę piłkarską Nwofor rozpoczął w klubie Anambra Pillars. W sezonie 2008/2009 zadebiutował w nim w nigeryjskiej Premier League. W 2009 roku został wypożyczony do Shooting Stars FC. Z kolei w 2010 roku przeszedł do Enugu Rangers, w którym spędził rok.
W 2011 roku Nwofor został zawodnikiem VVV Venlo. 11 września 2011 zadebiutował w nim w Eredivisie w zremisowanym 3:3 domowym meczu z PSV Eindhoven. W sezonie 2012/2013 spadł z VVV do Eerste divisie.
W 2013 roku Nwofor został wypożyczony do SC Heerenveen. Swój debiut w nim zaliczył 19 października 2013 w przegranym 2:3 domowym spotkaniu z Vitesse Arnhem.
W 2015 Nwofor przeszedł do Lierse SK, a następnie do Boavista FC. W 2016 trafił do FK AS Trenčín.
| Sezon   | Klub              | Kraj       | Rozgrywki      | Mecze | Bramki |
| ------- | ----------------- | ---------- | -------------- | ----- | ------ |
| 2008/09 | Anambra Pillars   | Nigeria    | Premier League | 19    | 7      |
| 2009/10 | Shooting Stars FC | Nigeria    | Premier League | 23    | 12     |
| 2010/11 | Enugu Rangers     | Nigeria    | Premier League | ?     | ?      |
| 2011/12 | VVV Venlo         | Holandia   | Eredivisie     | 27    | 4      |
| 2012/13 | VVV Venlo         | Holandia   | Eredivisie     | 25    | 8      |
| 2013/14 | VVV Venlo         | Holandia   | Eerste divisie | 2     | 1      |
| 2013/14 | sc Heerenveen     | Holandia   | Eredivisie     | 3     | 0      |
| 2014/15 | VVV Venlo         | Holandia   | Eerste divisie | 3     | 0      |
| 2014/15 | Lierse SK         | Belgia     | Eerste klasse  | 11    | 2      |
| 2015/16 | Boavista FC       | Portugalia | Primeira Liga  | 5     | 1      |
| 2016/17 | FK AS Trenčín     | Słowacja   | 1. liga        |       |        |

## Kariera reprezentacyjna
W 2011 roku Nwofor wystąpił z reprezentacją Nigerii U-20 na Mistrzostwach Świata U-20 2011.
W dorosłej reprezentacji Nigerii Nwofor zadebiutował 3 marca 2010 w wygranym 5:2 towarzyskim spotkaniu z Demokratyczną Republiką Konga, rozegranym w Abudży. W 79. minucie tego meczu zmienił Osasa Idehena.